# Heinz-Jürgen Pinnow
Heinz-Jürgen Pinnow (* 22. Januar 1925 in Danzig; † 1. Juli 2016 auf Sylt) war ein deutscher Linguist mit dem Schwerpunkt auf der Erforschung der Na-Dené-Sprachen Nordamerikas.

## Leben
Nach der Promotion zum Dr. phil. an der FU Berlin 1951 und Habilitation 1957 ebenda wurde er dort Professor. Da Pinnow zu den seinerzeit wenigen Europäern gehörte, die das Navajo beherrschten, konnte er bereits in den 1970er Jahren fächerübergreifend u. a. Navajo-Sprachkurse in Berlin anbieten.
Neben zahlreichen Veröffentlichungen zu linguistischen sowie einigen zu außerlinguistischen Themen machte Pinnow sich auch als Karl-May-Forscher mit einer Reihe von Publikationen einen Namen.

## Schriften (Auswahl)
- Die nordamerikanischen Indianersprachen. Ein Überblick über ihren Bau und ihre Besonderheiten. Harrassowitz, Wiesbaden 1964
- Grundzüge einer historischen Lautlehre des Tlingit. Ein Versuch. Wiesbaden 1966, OCLC 924049444.
- Studie zur Verbstammvariation im Navaho. Berlin 1974, OCLC 573522905.
- Geschichte der Na-Dene-Forschung. Berlin 1976, ISBN 3-7861-3027-2.
- Die Sprache der Chiricahua-Apachen. Mit Seitenblicken auf das Mescalero. Ein Überblick. Hamburg 1988, ISBN 3-87118-853-0.